# Sala da Situação (fotografia)

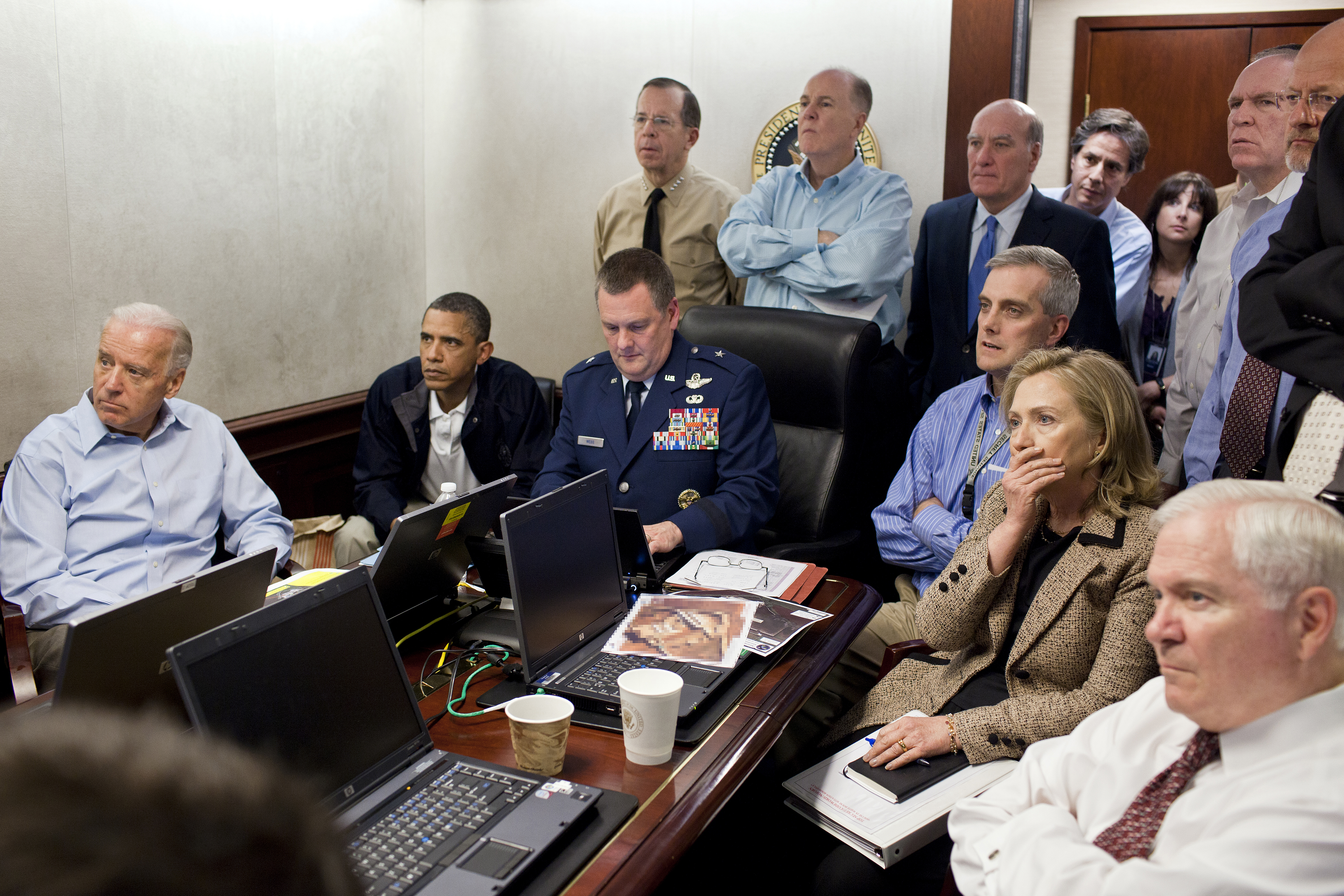
O presidente Obama e sua equipe de segurança nacional na Sala de crise da Casa Branca.

Situation Room é uma foto tirada pelo fotógrafo da Casa Branca Pete Souza em seu homônimo, a Sala de crise da Casa Branca, às 16h05 do dia 1º de maio de 2011. A foto mostra o presidente dos Estados Unidos Barack Obama junto com sua equipe de segurança nacional, recebendo atualizações ao vivo da Operação Neptune Spear, que levou à morte de Osama bin Laden, o líder da Al-Qaeda.